# Sweetらぶらぶ
『Sweetらぶらぶ』（スウィートらぶらぶ）は、井口ユミによる日本の漫画作品。1980年代に小学館の学年誌にて連載された。初連載は月刊誌「小学三年生」1986年4月号。以降、小学三年生誌上にて1987年3月まで全12回連続連載。1987年4月からは「小学四年生」「小学三年生」「小学二年生」の各誌で連載される人気漫画作品だった。1987年4月「小学四年生」の連載自体は1989年12月まで続き、全45回連続連載を遂げた。コミックス（単行本）は全6巻が刊行された。※小学館刊行のコミックス（単行本 全6巻）は2012年現在絶版であるが、サードパーティーによるデジタルコミックス（有料）で単行本に収録されていた各話を読む事が出来る。

## 概要
にゃんにゃんランドの女の子・らぶらぶがやって来て騒動を繰り広げる。にゃんにゃんランドでは男は生まれず、女子のみが誕生する。その為、将来の配偶者を探しにいく必要がある。配偶者となる者には猫耳を贈る。

## 登場人物
らぶらぶ
にゃんにゃんランドから来た女の子。トラ縞の模様の服を着ている。たい焼きが好物である。妹がいる。
19ネコ年トラ月ミケネコ日生まれで尻尾を引っ張ると猫に変身する。ペロンチョといって舐める事によって親愛の情を表現する。
人間界の日本にやってきて、ケンイチと出会い彼の優しさに惹かれ、恋仲になる。
ケンイチと同居していたり、家を建てて家族と暮らしていたりと設定はまちまち。
ケンイチ
らぶらぶのボーイフレンド。らぶらぶはケンチと呼んでいる。
顔はイマイチで頭も悪く、運動オンチでかっこ悪い（みんみん、ぴこぴこ談）らしいが
人一倍優しく、らぶらぶを始め好意を寄せている女の子は多い。
絵柄としてはそこまで悪くは描かれていない。
ぴこぴこは彼の採点をつける際、顔や運動神経他はすべて×だったが優しさだけは七つ○をつけた。
基本的に運動オンチだが、らぶらぶの危機にはかなりの運動神経や技を披露することも多かった。
ぴこぴこ
らぶらぶの妹。姉とは違いちゃっかり物でメンクイ。
小学1年生にして複数のボーイフレンドを作り将来の候補に当てている。
メンクイのため、らぶらぶのボーイフレンドのケンイチを馬鹿にするが
彼の優しさは認めており、らぶらぶとの仲を応援している。
義兄として慕っている場面も多い。
未だおねしょ癖が直らない。また、おねしょをした事をケンイチにかばってもらったことで
彼の優しさを知り、認めるきっかけとなった。
話によっては自分のボーイフレンド候補に彼を選び、らぶらぶと対立する。
みんみん
らぶらぶと同じ理由でにゃんにゃんランドからボーイフレンドを探してやってきた女の子。
らぶらぶの親友で、髪型をおだんごにして猫耳を隠している。
美形で頭がよくお金持ちのボーイフレンドを作る事を夢見ているが、高望みしすぎてか
本編内では特定の相手は見つからなかった。美少女なのでクラスメイトにはもてていたようである。
かなりいい性格をしており、らぶらぶにとってトラブルメーカーである。
おなかを壊しているらぶらぶにケーキを差し入れたり、風邪の時には砂糖と塩を間違えたクッキーを差し入れたり
自分の身が危険になったららぶらぶをおとりにさせて逃げようとしたりとマイナス面が目立つが
らぶらぶとケンイチが離れ離れになった際手助けする場面もあった。
人のものがよく見える性格で、特にらぶらぶの物は欲しくなるようで
ケンイチを狙ってらぶらぶと対立することも多かった。
ユカさん
らぶらぶのクラスメイトでお金持ちのお嬢様。
クラスの憧れの的オサムくんに気に入られ、人気もあるらぶらぶを
目の敵にしている。ケンイチ以外の人間キャラで唯一らぶらぶが猫に変身する所を目撃し
皆の前で猫に変身させる事で人気を落とそうと企んだ。
らぶらぶの邪魔をする事が多い反面、らぶらぶとケンイチの送別会を一緒に計画したり
らぶらぶの誕生会を一緒に祝ったり、ケンイチ奪回に手を貸したりと
協力してくれる場面も多くあった。
他、新作ゲームを見せびらかしていても、うらやましがればやらせてくれたり
旅行をのけものにされて、腹いせに宿を貸切にするも、謝れば泊めてあげるつもりだった等
虚栄心が満たされていれば基本的に良い子である。
オサムくんに想いをよせるが、顔が良ければ誰でも飛びつく辺り
ただ面食いなだけかもしれない。（みんみんにも言えるが）
オサムくん
慎吾
にゃんにゃん姫
リンク王子
らぶらぶの父
らぶらぶの母
らぶらぶのおばあちゃん
らぶらぶのおじいちゃん

## 単行本
- てんとう虫コミックス全6巻

## 単行本収録のおはなし
＜第1巻＞
- あ・た・し、らぶらぶにゃん
- らぶらぶのヒミツ!!
- にゃんにゃんランドの冒険
- にゃんにゃんランドのなかまたち
- らぶらぶのおかしなおかしなおかしの世界
- らぶらぶとさよなら!?
- ヒミツがバレちゃった!?

＜第2巻＞
- ケンチはだれのもの？
- いっちゃんかわいいのは？
- 番外編 らぶらぶのたいやきやさん！
- ふたりっきりのひみつ
- ぴこぴこがやってきた!!
- らぶらぶとなかまたち
- らぶらぶ（秘）大研究!!

＜第3巻＞
- おばけの運動会
- らぶらぶ遠足へ行く
- らぶらぶふるさとへ帰る
- 大魔王の恋
- ライバルあらわる！
- らぶらぶスターになる！
- らぶらぶ名場面（月刊誌連載時のカット集）

＜第4巻＞
- ハートはにゃんにゃん
- ボーイフレンドはだーれ!?
- ぴこぴこの採点
- ザ・けっこん
- らぶらぶのおまじない
- デートＤＥらぶらぶ
- この子どこの子!?

＜第5巻＞
- らぶらぶは名コック!?
- 赤ちゃん騒動
- けっとうだあっ
- 勇者らぶらぶ
- ゆうれい船たんけん
- 魔法のほうきがあれば!?
- スパルタ家庭教師
- たいやきのうらみ
- 歯医者さんはきらい
- 寒いのはきらいにゃん
- クリスマスのおねがい

＜第6巻＞
- ケンチにフィアンセ!?
- 王子さまの花よめに
- ネコのおんがえし
- え!?らぶらぶが三人!!
- 宇宙のプリンス登場
- テレビ局のきょうふ
- お？めコンテスト
- ドレスがほしいにゃん
- 人くい雪女（？）
- ほんとは男の子？
- 未来のらぶらぶ
- 結婚するにゃん（連載最終回）
- スペシャル劇場 らぶらぶ姫の大冒険（単行本収録用の書き下ろし作品）

※上記タイトルは全て単行本（絶版）記載に準じたものです。